# Ansihuacuaro
Ansihuacuaro är en ort i Mexiko.   Den ligger i kommunen Penjamillo och delstaten Michoacán de Ocampo, i den centrala delen av landet, 290 km väster om huvudstaden Mexico City. Ansihuacuaro ligger 1 696 meter över havet och antalet invånare är 1 160.
Terrängen runt Ansihuacuaro är platt åt sydost, men åt nordväst är den kuperad. Runt Ansihuacuaro är det ganska tätbefolkat, med 58 invånare per kvadratkilometer. Närmaste större samhälle är Angamacutiro de la Unión, 11,5 km sydost om Ansihuacuaro. I omgivningarna runt Ansihuacuaro växer huvudsakligen savannskog.